# Patrick Herrmann
Patrick Herrmann (Uchtelfangen, 1991. február 12. –) német válogatott labdarúgó, a Borussia Mönchengladbach középpályása.